# Rio Fizeş (Someş)
O Rio Fizeş é um rio da Romênia, afluente do Someşul Mic, localizado no distrito de Cluj.